# Les Pages indochinoises
Les Pages Indochinoises est une revue littéraire et artistique d'Indochine et d'Extrême-Orient bimensuelle fondée par René Crayssac en 1912. Elle cesse de paraître en 1926.

## Histoire
Cette revue littéraire et artistique est fondée par René Crayssac en 1912.  La publication, interrompue en 1914 par la Première Guerre mondiale, reprend, mensuellement, pour une nouvelle série, le 15 septembre 1923. Le sous-titre en est : « Revue littéraire et artistique d’Indochine et d’Extrême-Orient ». Elle cesse de paraître en 1926. 
Chaque numéro comprend un hors texte le plus souvent gravé sur bois, par Defert, Fautereau-Vassel, Bernanose, S. Marchal, J. Launois, Geo Michel, E. Guiselin, Ch. Chabellard, J.-H. Ponchin, Dinh, et des illustrations et ornements graphiques de Nam-Son, Nguyên-Chuc, Fautereau, Defert, Artigas. 
Son siège est situé 114, rue Jules Ferry à Hanoï. Elle est imprimée par l'Imprimerie d'Extrême-Orient, située 14, boulevard Bobillot à Hanoï.

## Rédacteurs et collaborateurs
- Antonin Baudenne
- Edmond Blanguernon
- Jules Castier
- René Crayssac
- Henry Daguerches[5]
- Pierre Foulon
- George Groslier
- Maurice Koch
- Jeanne Leuba
- Jean Marquet
- Lucien Maucourt
- Alfred Meynard
- Paul Munier
- Charles Patris
- Albert Puech
- Eugène Pujarniscle
- J. B. Saumont
- Maurice Verdeille

## Illustrateurs
- Marcel Bernanose
- Arsène Caux
- Emmanuel Defert (graveur sur bois)
- Alix de Fautereau-Vassel (Alix Aymé)
- Nguyễn Nam-Sơn